# Gaetano Trombatore
Gaetano Trombatore (Siracusa, 8 gennaio 1900 – Milano, 2 dicembre 1994) è stato un critico letterario italiano.

## Biografia
Laureatosi nel 1921 all'Università degli Studi di Catania con Attilio Momigliano, insegnò nei licei del Veneto, per passare successivamente all'Università di Debrecen, al Magistero di Salerno, alle Università di Palermo e Milano. Critico militante, negli anni '50 collaborò a l'Unità recensendo, tra gli altri, i romanzi di Corrado Alvaro, Vitaliano Brancati, Vasco Pratolini, Elio Vittorini, Alberto Moravia, Mario Soldati, Giuseppe Berto, Guido Piovene, e a numerose riviste, tra le quali la Nuova Antologia, Il Contemporaneo, Rinascita, Società, Belfagor. Con Natalino Sapegno e Walter Binni fu autore della fortunata antologia Scrittori d'Italia (Firenze, La Nuova Italia, 1961). 

## Giudizi
"Critico di gusto assai fine e di serio impegno morale nei suoi giudizi letterari, di ispirazione inizialmente crociana e poi sensibile alla lezione del Momigliano nelle analisi psicologiche e a quella del Russo nelle analisi storico-culturali, ha successivamente innervato la sua posizione di storicismo marxistico con una seria attenzione al fatti storico-sociali" (Maurizio Vitale) 

## Opere principali
- Jacopone da Todi, Venezia, Tip. libreria emiliana, 1925
- Fogazzaro, Messina-Milano, G. Principato, 1938
- Saggi critici, Firenze, La Nuova Italia, 1950
- Saggio sul Manzoni, Vicenza, N. Pozza, 1983
- La formazione del grande Manzoni: 1810-1819, Firenze, La Nuova Italia, 1993